# Шрунс
Шрунс (нем. Schruns) — коммуна (нем. Gemeinde) в Австрии, в федеральной земле Форарльберг. Находится в долине Монтафон. Входит в состав округа Блуденц. Площадь общины составляет 18,06 км², население — 3898 человек (1 января 2021), плотность населения — 216 чел./км². Официальный код — 80122.
Шрунс — известный горнолыжный курорт, от Шрунса отходит несколько долин, оборудованных горнолыжными трассами и канатными дорогами.

## Транспорт
От Шрунса отходит короткая ветка Монтафонской железной дороги до Блуденца. Приватная железнодорожная линия обслуживает горнолыжников, туристов и местных жителей.

## Культура
В Шрунсе провёл два зимних сезона — 1925/1926 — писатель Эрнест Хэмингуэй, он написал там рассказ «Фиеста».

## Население
| Год  | Численность |
| ---- | ----------- |
| 1869 | 1394        |
| 1889 | 1330        |
| 1890 | 1462        |
| 1900 | 1503        |
| 1910 | 1663        |
| 1923 | 1689        |
| 1934 | 2021        |
| 1939 | 2218        |
| 1951 | 2717        |
| 1961 | 3304        |
| 1971 | 3616        |
| 1981 | 3724        |
| 1991 | 3843        |
| 2001 | 3715        |
| 2011 | 3670        |
| 2021 | 3898        |

## Политическая ситуация
Бургомистр коммуны — Эрвин Баль по результатам выборов 2005 года.
Совет представителей коммуны (нем. Gemeinderat) состоит из 24 мест.
- АНП занимает 14 мест.
- АПС занимает 7 мест.
- СДПА занимает 3 места.